# Kaufkraftbindungsquote
Die Kaufkraftbindungsquote ist ein Maß für die lokale Bindung der Kaufkraft innerhalb einer Region. Aus ihr kann abgeleitet werden, ob die in einer Region vorhandene Kaufkraft lokal genutzt wird oder in andere Regionen abfließt.
Bei einer Kaufkraftbindungsquote von über 100 Prozent erwirtschaften in einer Region die Betriebe mehr Umsatz als eigentlich Kaufkraft in der Region vorhanden, was auf einen Zufluss von auswärtigem Kapital hinweist. Eine Quote von weniger als 100 Prozent weist dagegen auf einen Abfluss von heimischer Kaufkraft zu auswärtigen Betrieben hin.
In Deutschland beträgt die Kaufkraftbindungsquote im Einzelhandel etwa 95,1 Prozent. Einzelne Städte, vor allem in touristisch stark genutzten Regionen, können Kaufkraftbindungsquoten von über 150 % erreichen (z. B. Goslar: 195,1 Prozent). Vor allem auf dem Land führt eine geringe Kaufkraftbindungsquote (teilweise unter 25 Prozent) zu Problemen, da ein hoher Teil der örtlichen Kaufkraft in größere Städte abfließt, was der örtlichen Wirtschaft schadet.